# Центральна Джума мечеть
Центральна Джума-мечеть або «Юсуф Бей Джамі» (кум. Анжік'алани Жума Межіті) — головна джума-мечеть Махачкали. 
Мечеть побудована за образом знаменитої стамбульської Блакитної мечеті.

## Історія
Головна мечеть столиці Дагестану, Соборна мечеть Махачкали була відкрита в 1997 році. Мечеть була побудована завдяки допомозі одній з багатих турецьких сімей. Спочатку вона вміщувала 8 тисяч вірян. 
На п'ятничних молитвах і в святкові дні бажаючих потрапити на службу було так багато, що не вистачало місця навіть на площі перед мечеттю. Коли було прийнято рішення розширити мечеть, містяни виявили бажання збирати кошти для головної мечеті Махачкали.
Реконструкція мечеті почалася в 2005 році. У липні 2007-го в Махачкалі відбувся телемарафон, завдяки якому для розширення мечеті та благоустрою прилеглої території було зібрано понад 25 мільйонів рублів.
Сьогодні - це найбільша мечеть Європи. В її залах можуть одночасно збиратися до 15 тисяч чоловік.

## Галерея

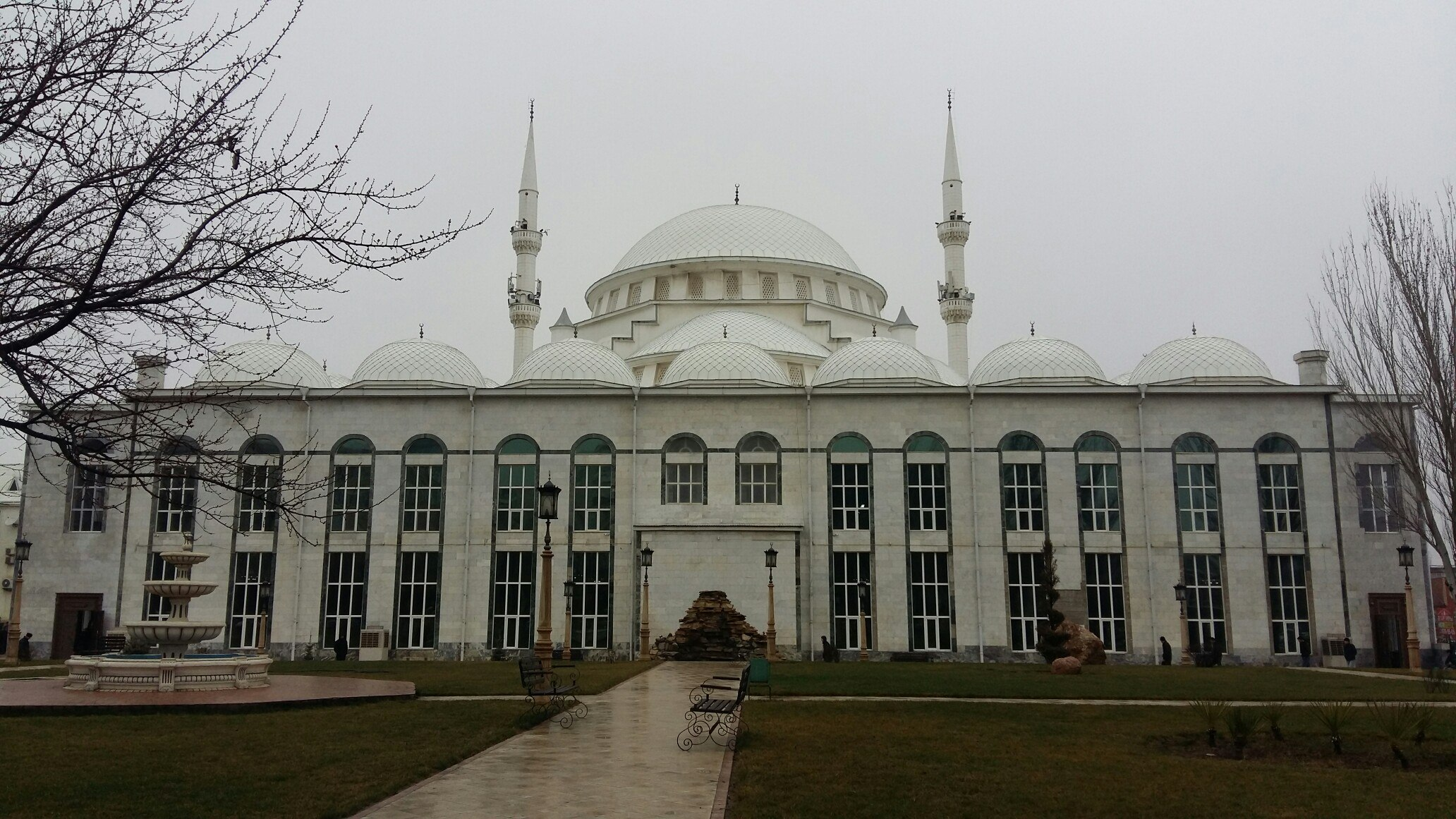

## Інфраструктура
Молитовна зала (чоловіча і жіноча) 
Бібліотека
Медресе
Паркінг